# David Richard Hunt
David Richard Hunt (* 25. September 1938 in London; † 20. Mai 2019) war ein britischer Botaniker und Musiker, Organist. Sein botanisches Autorenkürzel lautet „D.R.Hunt“.

## Leben und Wirken
Hunt erhielt von der Universität Cambridge 1959 den Bachelor of Arts (BA) und 1963 den Master of Arts (MA). 1983 erhielt er den Doktorgrad (PhD) von der Universität Reading.
Hunt arbeitet(e) an den Royal Botanic Gardens in Kew. Er war von 1970 bis 1982 Herausgeber der Zeitschrift Curtis’s Botanical Magazine. Von 1964 bis 2005 war er im Conifer Nomenclature Committee der Royal Horticultural Society. Von 1974 bis 1994 war er Secretary und/oder Herausgeber bei der Internationalen Organisation für Sukkulentenforschung. Bei der International Dendrology Society war er von 1990 bis 2003 im Council und im Scientific Committee und von 1992 bis 1995 Herausgeber. Von 1989 bis 1991 wirkte er im Council of Management des Cornwall Gardens Trust.
Seine Spezialgebiete sind die Pflanzenfamilien Kakteen (Cactaceae) und Commelinagewächse (Commelinaceae).

## Ehrungen
Das Artepitheton der fleischfressenden Pflanze Utricularia huntii aus der Gattung der Wasserschläuche ist zu seinen Ehren vergeben worden.

## Schriften (Auswahl)
Zu Band 13 der von R. McVaugh herausgegebenen Flora Novo-Galiciana trug Hunt das Kapitel über die Pflanzenfamilie Commelinaceae bei (University of Michigan Herbarium, Seiten 130–201).
Zum Band 6 der Flora mesoamericana (Untertitel „Alismataceae bis Cyperacaea“, erstmals erschienen März 1994) steuerte er ebenfalls das Kapitel über die Pflanzenfamilie Commelinaceae bei. Ebenso trug er zur von W. D. Stevens bei der Missouri Botanical Garden Press herausgegebenen Flora de Nicaragua für den 2001 erschienenen Band 1 das Kapitel Commelinaceae bei (Seiten 638–650). Hier eine Übersicht einiger seiner Schriften:
- David Hunt: Cactaceae. In: J. Hutchinson (Hrsg.): The Genera of Flowering Plants. Oxford University Press, 1967.
- Wilhelm Barthlott, David Hunt: Cactaceae. In: K. Kubitzki (Hrsg.): The Families and Genera of Vascular Plants. Springer Verlag, 1993, S. 161–196.
- David Hunt: CITES Cactaceae Checklist. 2. Auflage. Royal Botanic Gardens Kew, Kew, England 1999, ISBN 1-900347-45-8.
- Wilhelm Barthlott, David Hunt: Seed-diversity in the Cactaceae subfam. Cactoideae. In: Succulent Plant Research. Band 5, 2000.
- David Hunt: That’s Opuntia, that was! In: Succulent Plant Research. Band 6, 2002, S. 245–249.
- David Hunt, Nigel Taylor, Graham Charles (Hrsg.): The New Cactus Lexicon. Descriptions and Illustrations of the Cactus Family. 2006 (2 Bände, 900 Seiten, 2400 farbige Abbildungen).